# Riad (arhitektura)
Riad (arabsko رياض, latinizirano: riyāḍ) je vrsta vrtnega dvorišča, ki je zgodovinsko povezano z arhitekturo hiš in palač v Magrebu in Al Andaluzu. Njegova klasična oblika je pravokoten vrt, razdeljen na štiri kvadrante z dvema tlakovanima potkama, ki se križata v središču, kjer je tipično vodnjak. Zasajene površine so običajno ugreznjene pod nivo poti. Njegov izvor na splošno pripisujejo tradicionalnim perzijskim vrtovom, katerih vpliv se je razširil v islamskem obdobju. Izraz riad se zdaj v Maroku pogosto uporablja za nastanitev v slogu hotela ali penziona s skupnimi prostori in zasebnimi sobami, pogosto znotraj obnovljenega tradicionalnega dvorca.

## Etimologija
Izraz riad izvira iz arabskega izraza za 'vrtove': arabsko رياض, latinizirano: riyāḍ, množina arabsko روضة, latinizirano: ravḍa. V zgodovini se je izraz nanašal na vrsto notranjega vrta, ki je skupen zgodovinski mavrski arhitekturi v Al Andaluzu (Iberski polotok) in Severni Afriki. Predvsem se nanaša na pravokoten dvoriščni vrt, ki je simetrično razdeljen na štiri dele vzdolž svojih osrednjih osi in ima običajno vodnjak na sredini.:57

## Zgodovina
Arhitektura riada ima starodavne korenine v domači arhitekturi Sredozemlja in Bližnjega vzhoda. Hiše, osredotočene na notranja dvorišča, so obstajale v antičnem grško-rimskem svetu in pred tem na starodavnem Bližnjem vzhodu. Notranji vrtovi so tudi starodavna značilnost domače arhitekture na Bližnjem vzhodu in geometrijsko urejeni vrtovi islamske arhitekture, ki izhajajo zlasti iz iranske civilizacije -urejeni vrtovi iranske in mogulske arhitekture, znani kot čarbagh. Poleg obstoječih vplivov grško-rimske kulture v Sredozemlju je oblikovanje islamskega sveta po 7. stoletju prav tako razširilo in uveljavilo te arhitekturne modele po vsej regiji in vse do Al Andaluza na Iberskem polotoku. Notranji vrtovi so bili priljubljena značilnost arhitekture palač v islamskem svetu, ker sta bila voda in zelenje povezana s podobami raja v islamu.
Strokovnjaki na splošno pripisujejo izvor vrtov riad v zahodnem islamskem svetu njihovim predhodnikom v vzhodnem perzijskem svetu. Pomembne primere riadov ali riadom podobnih vrtov v Al Andaluzu najdemo v Medina Azahara (10. stoletje), palača Aljafería (11. stoletje), Castillejo iz Monteaguda (blizu Murcije, 12. stoletje) in Alhambra (13.–15. stoletje). Vendar pa ni jasno, v kolikšni meri so maroške riade in hiše navdihnili modeli, ki so jih uvozili priseljenci iz Al Andaluza ali v kolikšni meri so se razvili lokalno vzporedno z andaluzijskimi različicami.
Ko so Almoravidi (ki so imeli sedež v Maroku) osvojili Al Andaluz v 11. stoletju, so naročili muslimanskim, krščanskim in judovskim obrtnikom iz Al Andaluza, da delajo na spomenikih v Maroku in po vsem njihovem imperiju, kar je dodatno prispevalo k skupni arhitekturni in umetniški dediščini. Najzgodnejši znani primer pravega vrta riad (s simetrično štiridelno delitvijo) v Maroku je bil najden v palači Almoravidov, ki jo je zgradil Ali ibn Jusuf v Marakešu v začetku 12. stoletja in je bila del starejše trdnjave Ksar al-Hadžar. Obdobje Almoravidov in njihovih naslednikov kot so Almohadi, Marinidi in Nasridi je bilo formativno obdobje maroške arhitekture in širše mavrske arhitekture, med katerim je bil model vrta riad izpopolnjen in uveljavljen kot standardna značilnost notranje posvetne arhitekture ali arhitekture palač v regiji dobro prilagojeni arhitekturi v mestu zgrajene meščanske dvorce in kraljeve palače.
Čeprav je malo ostankov palač iz Hafsidskega obdobja v Tuniziji, sodoben opis palače Ras al-Tabja – v bližini današnjega Barda v Tunisu – iz druge polovice 15. stoletja kaže, da je imela velik križni vrt z osrednjim vodnjakom, štirimi vodnimi elementi in štirimi paviljoni, razporejenimi v križni obliki, torej podobno palačam riad drugod, vključno s kasnejšo palačo El Badi v Marakešu. V Tlemcenu v Alžiriji je bila palača Mehuar iz zajanidskega obdobja opisana kot zaprti vrtovi, čeprav nobeden od teh ni preživel do danes.
Vrtovi riad so bili glavni elementi kasnejših maroških kraljevih palač, čeprav včasih v nekoliko drugačni ali bolj zapleteni obliki kot klasična štiridelna razdelitev. Palača El Badi v Marakešu, razkošna sprejemna palača, ki jo je zgradil saadijski sultan Ahmed al-Mansur v poznem 16. stoletju, je bila v bistvu velikansko pravokotno dvorišče riad s simetričnimi vrtovi, bazeni in dvema monumentalnima paviljonoma, obrnjenima drug proti drugemu na obeh koncih. (Prisotnost dveh paviljonov na ta način je prav tako spominjala na postavitev veliko manjšega dvorišča levov v Alhambri.) Saadijska palača, ki jo je zgradil al-Mansur v vrtovih Agdal, ki so jo danes nadomestile sodobne strukture, je prav tako imela simetrično postavitev dvorišča v slogu riada. Največji vrt riad v Marakešu je danes Arsat an-Nil ('Vrt Nila'), ki je v kraljevi palači in je iz časa vladavine alavitskega sultana Mohameda Ibn Abdalaha (1757–1790). Meri približno 130 metrov na osi sever–jug in 70 metrov na osi vzhod–zahod. Po sredini je razdeljen s potjo od severa proti jugu, ki jo nato seka več drugih pravokotnih poti, ki tvorijo veliko, podolgovato različico riad. Riadi so v Fesu postali pogostejši šele v zadnjih stoletjih, saj sta obstoječa arhitekturna struktura in nagnjena pokrajina mesta manj primerna za velike vrtove. Dar Batha iz poznega 19. stoletja, palača (zdaj muzej) v Fesu je velik in jasen primer klasičnega riada.

## V maroški domači arhitekturi
Riadi so ena od dveh glavnih vrst tradicionalnih maroških hiš, pogosto z dvema ali več nadstropji okoli notranjega simetričnega vrta, osredotočenega okoli vodnjaka. Riadi so bili veličastni mestni domovi najbogatejših meščanov, kot so trgovci in dvorjani, ki so lahko gradili dvorce, ki so vključevali notranje vrtove. Slog teh riadov se je z leti spreminjal, vendar se osnovna oblika še danes uporablja.
V mnogih primerih, zlasti pri palačah, so bili vrtovi obdani s peristilno galerijo. Maroške hiše so bile osredotočene navznoter, kar je omogočalo družinsko zasebnost in zaščito pred vremenskimi vplivi. Ta osredotočenost navznoter je bila izražena s centralno postavljenim notranjim vrtom ali dvoriščem in pomanjkanjem velikih oken na zunanjih stenah iz nabite zemlje ali blatne opeke. To načelo oblikovanja je našlo podporo tudi v družbenih običajih islamske družbe, ki je dajala veliko vrednost zasebnosti in spodbujala ločevanje med zasebnimi družinskimi prostori (kjer so ženske očitno živele in delale) in pol javnimi prostori, kjer so sprejemali zunanje goste. Osrednji vrtovi tradicionalnih riadov so bili pogosto zasajeni s sadnimi drevesi, kot so pomarančevci ali limonovci. Stene riadov so lahko krasili tadelakt omet, štukature in ploščice zellij, včasih z arabsko kaligrafijo in citati iz Korana.

## Turizem
V zadnjih letih se je povečalo zanimanje za uporabo tradicionalnih maroških hiš kot del turistične industrije v državi. V tem kontekstu je izraz riad postal običajen izraz za označevanje tradicionalnih maroških hiš na splošno, zlasti tistih, spremenjenih v turistične namestitve. To zanimanje je pripeljalo do vala prenov v mestih, kot so Marakeš, Essaouira in Fes, kjer je bilo veliko teh pogosto razpadajočih hiš obnovljenih in spremenjenih v hotele, penzione ali restavracije. Številne propadajoče ali uničene nepremičnine v Marakešu so kupili tujci. To tuje zanimanje je prineslo nove izzive, vendar je naložba pomagala pri obnovi območja Unesca in pomagala oživiti številne ročne in obrtne obrti, ki so se postopoma izgubile pred tem trendom.